# 王全斌
王全斌（908年—976年），并州太原人（今山西太原），五代至北宋初将领，出身將門，膽識過人，先后在后唐、后晋、后周、北宋任职。在北宋平定後蜀的戰役中，擔任主要將領。

## 生平
後唐同光四年（926年），魏博軍被莊宗發配貝州（今河北省南宮市）屯田，不能歸鄉，軍心大亂，一個士兵皇甫暉鼓動兵變，是為鄴城之變，殺主帥楊仁晸，立偏將趙在禮為留後，莊宗命李嗣源去討伐，李嗣源卻被叛軍劫持，直取京師，莊宗只好打算御駕親征，伶人郭從謙趁機焚燒興教門，發動兵變，是為興教門之變，後唐莊宗的近臣多數逃逸，僅王全斌、符彥卿等十幾個將領抵抗，混戰中莊宗被亂箭射中，命危，王全斌將其扶至絳霄殿，直到莊宗死去，大慟而去。
后唐明宗即位，全斌任禁軍列校。後周時，歷官右廂都指揮使、行營馬步都校，後來跟隨周世宗柴榮攻佔淮南，攻克瓦橋關。建隆元年（960年），李筠起兵，王全斌受命與慕容延釗平定叛亂。乾德二年（964年），宋太祖任命他為西川行營前軍部部署，率禁軍步騎2萬、諸州兵1萬，由鳳州路討伐後蜀。一路大捷，連克乾渠渡、萬仞燕子二寨，攻下興州，擊敗蜀軍七千人；此時大雪紛飛，趙匡胤親自脫下身上的紫貂裘帽，派人送給王全斌。蜀後主孟昶派太子孟玄喆為元帥，統兵增援劍門。全斌派史延德自來蘇渡江，與大軍夾擊劍門，劍門之戰大敗蜀兵。乾德三年（965年）正月初七，後蜀投降，前後僅66天。王全斌久慕花蕊夫人姿色，直接索要花蕊夫人，否則便要屠城。此時都監曹彬趕到，按宋太祖命令，把孟昶和花蕊夫人護送京城。
王全斌雖屢建奇功，但治軍不嚴，嗜殺好貪。攻克後蜀之後，他“日夜飲宴，不恤軍務，縱部下掠子女財貨，蜀人苦之。”其軍士酗酒持刀沿街搶劫商人，不久激起蜀人兵變，降軍推舉原蜀將全師雄為首領，號稱“興國軍”。王全斌措置不當，更加激化了矛盾。全師雄率軍攻克彭州，殺死都監李德榮，蜀地各方起兵響應。王全斌又屠盡成都降兵二萬餘人，此舉又激起更大的反感，西川十六州兵變此起彼伏。王全斌等屢戰屢敗，向京乞援。后劉光義、曹彬出擊全師雄，亂眾見狀，拋戈棄械投降。全師雄奔投郫縣，身上多處受創，力戰而死。其叛亂一直到二年後才平定。乾德五年（967年），王全斌被控“破蜀時，豪奪子女玉帛及擅發府庫、隱沒財物諸不法事”；宋太祖念其戰功赫赫，僅貶為崇義軍節度使，留後察看。 
開寶九年（976年），宋太祖滅南唐。四月，宋太祖召見王全斌：“朕以江左未平，慮征南諸將不遵紀律，故抑卿數年，為朕立法。今已克金陵，還卿節鉞。”授其為武寧軍節度，同年六月，全斌去世。